# Johannes Fabian
Johannes Fabian (Glogau, 19 de maio de 1937)  é professor emérito de Antropologia na Universidade de Amsterdã . Sua pesquisa etnográfica e histórica se concentra em movimentos religiosos, linguagem, trabalho e cultura popular na região mineira de Shaba, no Zaire (atual República Democrática do Congo). Sua obra teórica e crítica aborda questões de epistemologia e história na antropologia, notadamente o influente livro O Tempo e o Outro (1983), que se tornou um clássico no campo da antropologia. 

## Vida
Johannes Fabian nasceu na cidade alemã de Glogau (que hoje fica na Polônia ). Começou seus estudos universitários em Bonn em 1956, e depois mudou-se para a St. Gabriel Mission House em Mödling, Áustria, para estudar teologia. Suas experiências na Áustria o levaram a estudar antropologia em Munique, antes de fazer mestrado (1965) e doutorado (1969) na Universidade de Chicago.
Depois de receber seu PhD, assumiu compromissos em uma série de universidades: em 1968 na Northwestern University em Evanston, Illinois; em 1973 na Universidade do Zaire ; em 1974 na Wesleyan University em Middletown, Connecticut ; e finalmente mudou-se para a Universidade de Amsterdã em 1980, onde foi professor e presidente do departamento de antropologia cultural até sua aposentadoria em 2002. Durante este tempo, ele teve compromissos de visita em Bonn, Colônia e Paris.

## Realizações
Sua investigação etnográfica centra-se nos movimentos religiosos no Zaire e no Congo. Fabian é mais conhecido por seu livro O Tempo e o Outro: Como a Antropologia Faz Seu Objeto (1983), um clássico no campo da antropologia que mudou a forma como os antropólogos pensam sobre sua relação com as pessoas que estudam e é um importante trabalho de crítica pós-colonial dentro da antropologia. Como a sinopse do livro coloca, o livro é "uma crítica epistemológica radical da escrita antropológica" (George Marcus, University of California, Irvine) e 
"Time and the Other é uma crítica das noções de que os antropólogos estão 'aqui e agora'. ', seus objetos de estudo estão 'lá e então', e que o 'outro' existe em um tempo não contemporâneo ao nosso." 
Segundo Ronaldo Lobão,
Em Time and The Other, Fabian desenvolve um poderoso argumento para mostrar que a construção do Outro, o objeto da Antropologia, foi realizada à custa da manipulação da temporalidade, ou seja, tanto pelas formas como o Tempo é percebido nas diversas sociedades humanas, quanto em suas implicações recíprocas. 
Seu trabalho de 1996, Remembering the Present: Paintings and popular history in Zaire, foi feito em colaboração com o artista congolês Tshibumba Kanda-Matulu.

## Prêmios
- Em 1991 recebeu o prêmio de melhor livro da Associação de Estudos Africanos com a obra Power and Performance: Ethnographic Explorations through Proverbial Wisdom and Theater in Shaba, Zaire.[11]
- Em 2010 recebeu a Medalha Huxley Memorial [12]
- Membro honorário do Instituto Real de Antropologia da Grã-Bretanha e Irlanda (RAI)[13]

## Escritos
- !Kung bushman kinship : Componential analysis and alternative interpretations (1965)
- Genres in an emerging tradition: An anthropological approach to religious communication (1974)
- Scratching the surface: Observations on the poetics of lexical borrowing in Shaba Swahili (1982)
- Swahili on the road: Notes on language in two nineteenth century travelogues (1983)
- Time and the Other: How anthropology makes its object (1983)
- Power and performance: Ethnographic explorations through proverbial wisdom and theater in Shaba, Zaire (1990)
- Remembering the Present: Painting and Popular History in Zaire (1996)
- Memory against culture: Arguments and Reminders (2007)
- Ethnography as commentary: writing from the virtual archive (2008)

Em português
- Investigação como um evento - sobre encontros e produção de conhecimento na África. Anuário Antropológico, 30(1), 2005.[14]
- (entrevista) A prática etnográfica como compartilhamento do tempo e como objetivação. Mana, 12(2), 2006.[5]
- Colecionando pensamentos: sobre os atos de colecionar. Mana, 16(1), 2010.[15]
- O Tempo e o outro: Como a antropologia estabelece seu objeto. Petrópolis: Vozes, 2013. ISBN 978-8532645951